# Украинские футбольные клубы в еврокубках (2010—2020)
Украинские футбольные клубы в еврокубках (2010—2020) — результаты матчей украинских футбольных команд в европейских клубных турнирах, проводящихся под эгидой УЕФА в 2010—2020 годах. На данный момент — это Лига чемпионов УЕФА, Лига Европы УЕФА и Суперкубок УЕФА.

## Таблица коэффициентов УЕФА украинских клубов в 2010—2019
| Футбольный клуб               | 2010/11 | 2011/12 | 2012/13 | 2013/14 | 2014/15 | 2015/16 | 2016/17 | 2017/18 | 2018/19 | 2019/20 |
| ----------------------------- | ------- | ------- | ------- | ------- | ------- | ------- | ------- | ------- | ------- | ------- |
| «Шахтёр» Донецк               | 24      | 8       | 17      | 11      | 17      | 23      | 17      | 19      | 10      | 22      |
| «Динамо» Киев                 | 19,5    | 8       | 12      | 10      | 16      | 18      | 8       | 14,5    | 13      | 6,5     |
| «Днепр» Днепропетровск        | 1,5     | 1,0     | 12,5    | 12      | 21      | 5       |         |         |         |         |
| «Металлист» Харьков           | 9,5     | 19,5    | 12      | 1,5     | 1,5     |         |         |         |         |         |
| «Заря» Луганск                |         |         |         |         | 4,0     | 2,0     | 2,0     | 4,0     | 1,5     | 4,0     |
| «Ворскла» Полтава             |         | 7,5     |         |         |         | 1,0     | 0,5     |         | 2       |         |
| «Черноморец» Одесса           |         |         |         | 11,5    | 0,5     |         |         |         |         |         |
| «Карпаты» Львов               | 6       | 2,5     |         |         |         |         |         |         |         |         |
| «Металлург» Донецк            |         |         | 2,5     | 1,0     |         |         |         |         |         |         |
| «Александрия»                 |         |         |         |         |         |         | 0       | 2       |         | 3       |
| «Мариуполь»                   |         |         |         |         |         |         |         |         | 1,5     | 0.5     |
| «Арсенал» Киев                |         |         | 1       |         |         |         |         |         |         |         |
| «Олимпик» Донецк              |         |         |         |         |         |         |         | 0,5     |         |         |
| Количество очков              | 60,5    | 46,5    | 57      | 47      | 60      | 49      | 27,5    | 40      | 28      | 36      |
| Место в таблице коэффициентов | 7       | 7       | 8       | 9       | 7       | 9       | 8       | 8       | 9       | 10      |
| Коэффициент сезона            | 10.083  | 7,750   | 9,500   | 7,833   | 10,000  | 9,800   | 5,500   | 8,000   | 5,600   | 7,200   |

## Сезон 2010/2011
- «Шахтёр» Донецк (чемпион Украины сезона 2009-10 гг.)
  - Групповой этап Лиги чемпионов УЕФА. Группа «H»
    - 15.09.2010 «Шахтёр» (Донецк) — «Партизан» (Белград, Сербия) 1:0 (Срна 71)
    - 28.09.2010 «Спортинг» (Брага, Португалия) — «Шахтёр» (Донецк) 0:3 (Луис Адриану 56, 72, Дуглас Коста 90+2-пен.)
    - 19.10.2010 «Арсенал» (Лондон, Англия) — «Шахтёр» (Донецк) 5:1 (Сонг 19, Насри 42, Фабрегас 60-пен., Уилшир 66, Шамах 69 — Эдуарду да Силва 82)
    - 03.11.2010 «Шахтёр» (Донецк) — «Арсенал» (Лондон, Англия) 2:1 (Чигринский 28, Эдуарду да Силва 45 — Уолкотт 10)
    - 23.11.2010 «Партизан» (Белград, Сербия) — «Шахтёр» (Донецк) 0:3 (Степаненко 52, Жадсон 59, Эдуарду да Силва 68)
    - 08.12.2010 «Шахтёр» (Донецк) — «Спортинг» (Брага, Португалия) 2:0 (Рац 78, Луис Адриану 83)

  - 1/8 финала Лиги чемпионов УЕФА
    - 16.02.2011 «Рома» (Рим, Италия) — «Шахтёр» (Донецк) 2:3 (Рац 28-авт., Менез 61 — Жадсон 29, Дуглас Коста 36, Луис Адриану 42)
    - 08.03.2011 «Шахтёр» (Донецк) — «Рома» (Рим, Италия) 3:0 (Виллиан 18, 58, Эдуарду да Силва 87). На 28-й минуте Боррьелло («Рома») не реализовал пенальти.

  - Четвертьфинал Лиги чемпионов УЕФА
    - 06.04.2011 «Барселона» (Барселона, Испания) — «Шахтёр» (Донецк) 5:1 (Иньеста 2, Даниел Алвис 33, Пике 53, Кейта 60, Шави Эрнандес 86 — Ракицкий 59)
    - 12.04.2011 «Шахтёр» (Донецк) — «Барселона» (Барселона, Испания) 0:1 (Месси 43)
- «Динамо» Киев (2-е место в чемпионате Украины сезона 2009-10 гг.)
  - 3-й квалификационный раунд Лиги чемпионов УЕФА. Нечемпионский путь
    - 27.07.2010 «Динамо» (Киев) — «Гент» (Гент, Бельгия) 3:0 (Ярмоленко 19, Шевченко 80, Зозуля 90+2)
    - 04.08.2010 «Гент» (Гент, Бельгия) — «Динамо» (Киев) 1:3 (Кулибали Элиман[англ.] 85 — Гармаш 32, Милевский 55, Гусев 89)

  - Плей-офф раунд Лиги чемпионов УЕФА. Нечемпионский путь
    - 17.08.2010 «Динамо» (Киев) — «Аякс» (Амстердам, Нидерланды) 1:1 (Гусев 66 — Вертонген 57)
    - 25.08.2010 «Аякс» (Амстердам, Нидерланды) — «Динамо» (Киев) 2:1 (Суарес 43, Эль-Хамдауи 75 — Шевченко 84-пен.)

  - Групповой этап Лиги Европы УЕФА. Группа «E»
    - 16.09.2010 «Динамо» (Киев) — БАТЭ (Борисов, Белоруссия) 2:2 (Милевский 34, Ерёменко 44 — Родионов 3, Нехайчик 54). На 13-й минуте Милевский («Динамо») не реализовал пенальти.
    - 30.09.2010 «Шериф» (Тирасполь, Молдавия) — «Динамо» (Киев) 2:0 (Ерохин 8, Джимми 37-пен.)
    - 21.10.2010 АЗ (Алкмар, Нидерланды) — «Динамо» (Киев) 1:2 (Фалкенбюрг[англ.] 35 — Милевский 16, Хачериди 39)
    - 04.11.2010 «Динамо» (Киев) — АЗ (Алкмар, Нидерланды) 2:0 (Милевский 47, 61)
    - 02.12.2010 БАТЭ (Борисов, Белоруссия) — «Динамо» (Киев) 1:4 (Нехайчик 84 — Вукоевич 16, Ярмоленко 43, Гусев 50-пен., Милевский 68)[12]
    - 15.12.2010 «Динамо» (Киев) — «Шериф» (Тирасполь, Молдавия) 0:0

  - 1/16 финала Лиги Европы УЕФА
    - 17.02.2011 «Бешикташ» (Стамбул, Турция) — «Динамо» (Киев) 1:4 (Рикарду Куарежма 37 — Вукоевич 27, Шевченко 50, Юссуф 56, Гусев 90-пен.)
    - 24.02.2011 «Динамо» (Киев) — «Бешикташ» (Стамбул, Турция) 4:0 (Вукоевич 3, Ярмоленко 55, Гусев 64, Шевченко 74)

  - 1/8 финала Лиги Европы УЕФА
    - 10.03.2011 «Динамо» (Киев) — «Манчестер Сити» (Манчестер, Англия) 2:0 (Шевченко 25, Гусев 77)
    - 17.03.2011 «Манчестер Сити» (Манчестер, Англия) — «Динамо» (Киев) 1:0 (Коларов 39)

  - Четвертьфинал Лиги Европы УЕФА
    - 07.04.2011 «Динамо» (Киев) — «Спортинг» (Брага, Португалия) 1:1 (Ярмоленко 6 — Гусев 13-авт.)
    - 14.04.2011 «Спортинг» (Брага, Португалия) — «Динамо» (Киев) 0:0
- «Таврия» Симферополь (обладатель Кубка Украины сезона 2009-10 гг.)
  - Плей-офф раунд Лиги Европы УЕФА
    - 19.08.2010 «Байер 04» (Леверкузен, Германия) — «Таврия» (Симферополь) 3:0 (Кадлец 1, 83, Баллак 90+2-пен.)
    - 26.08.2010 «Таврия» (Симферополь) — «Байер 04» (Леверкузен, Германия) 1:3 (Идахор 5-пен. — Видаль 50-пен., Голайдо 75-авт., Кастро 90+3)
- «Металлист» Харьков (3-е место в чемпионате Украины сезона 2009-10 гг.)
  - Плей-офф раунд Лиги Европы УЕФА
    - 19.08.2010 «Омония» (Строволос, Кипр) — «Металлист» (Харьков) 0:1 (Девич 24)
    - 26.08.2010 «Металлист» (Харьков) — «Омония» (Строволос, Кипр) 2:2 (Девич 66, Клейтон Шавиер 71 — Леандру 60, Ренхифо 64)

  - Групповой этап Лиги Европы УЕФА. Группа «I»
    - 16.09.2010 «Дебрецен» (Дебрецен, Венгрия) — «Металлист» (Харьков) 0:5 (Эдмар 24,74, Клейтон Шавиер 34, Фининью 77, Валяев 89)[13]
    - 30.09.2010 «Металлист» (Харьков) — ПСВ (Эйндховен, Нидерланды) 0:2 (Джуджак 27-пен., Берг 30)
    - 21.10.2010 «Металлист» (Харьков) — «Сампдория» (Генуя, Италия) 2:1 (Тайсон 38, Клейтон Шавиер 73 — Коман 32)
    - 04.11.2010 «Сампдория» (Генуя, Италия) — «Металлист» (Харьков) 0:0
    - 01.12.2010 «Металлист» (Харьков) — «Дебрецен» (Дебрецен, Венгрия) 2:1 (Боди 52-авт., Олейник 88 — Цвиткович 48)
    - 16.12.2010 ПСВ (Эйндховен, Нидерланды) — «Металлист» (Харьков) 0:0

  - 1/16 финала Лиги Европы УЕФА
    - 17.02.2011 «Металлист» (Харьков) — «Байер 04» (Леверкузен, Германия) 0:4 (Дердийок 23, Кастро 72, Сам 90, 90+2)
    - 24.02.2011 «Байер 04» (Леверкузен, Германия) — «Металлист» (Харьков) 2:0 (Рольфес 47, Баллак 70)
- «Днепр» Днепропетровск (4-е место в чемпионате Украины сезона 2009-10 гг.)
  - 3-й квалификационный раунд Лиги Европы УЕФА
    - 29.07.2010 «Спартак Златибор Вода» (Суботица, Сербия) — «Днепр» (Днепропетровск) 2:1 (Торбица 15-пен., 90-пен. — Гоменюк 22)[14]
    - 05.08.2010 «Днепр» (Днепропетровск) — «Спартак Златибор Вода» (Суботица, Сербия) 2:0 (Селезнёв 45, Голек 48)

  - Плей-офф раунд Лиги Европы УЕФА
    - 19.08.2010 «Днепр» (Днепропетровск) — «Лех» (Познань, Польша) 0:1 (Арболеда 5)
    - 26.08.2010 «Лех» (Познань, Польша) — «Днепр» (Днепропетровск) 0:0
- «Карпаты» Львов (5-е место в чемпионате Украины сезона 2009-10 гг.)
  - 2-й квалификационный раунд Лиги Европы УЕФА
    - 15.07.2010 «Рейкьявик» (Рейкьявик, Исландия) — «Карпаты» (Львов) 0:3 (Гурули 46, Ткачук 51, Виллиам Батиста 57)
    - 22.07.2010 «Карпаты» (Львов) — «Рейкьявик» (Рейкьявик, Исландия) 3:2 (Зенёв 2, Федецкий 25, Баранец 69 — Финнбогасон 61, 65)

  - 3-й квалификационный раунд Лиги Европы УЕФА
    - 29.07.2010 «Карпаты» (Львов) — «Зестафони» (Зестафони, Грузия) 1:0 (Худобяк 6)
    - 05.08.2010 «Зестафони» (Зестафони, Грузия) — «Карпаты» (Львов) 0:1 (Кожанов 90+1)

  - Плей-офф раунд Лиги Европы УЕФА
    - 19.08.2010 «Галатасарай» (Стамбул, Турция) — «Карпаты» (Львов) 2:2 (Барош 59, 86 — Кузнецов 34, Зенёв 41)
    - 26.08.2010 «Карпаты» (Львов) — «Галатасарай» (Стамбул, Турция) 1:1 (Федецкий 90+3 — Йылмаз 90+1)

  - Групповой этап Лиги Европы УЕФА. Группа «J»
    - 16.09.2010 «Карпаты» (Львов) — «Боруссия» (Дортмунд, Германия) 3:4 (Голодюк 44, Кополовец 52, Кожанов 78 — Шахин 12-пен., Гётце 27, 90+2, Барриос 87)
    - 30.09.2010 «Пари Сен-Жермен» (Париж, Франция) — «Карпаты» (Львов) 2:0 (Жалле 4, Нене 20)
    - 21.10.2010 «Карпаты» (Львов) — «Севилья» (Севилья, Испания) 0:1 (Кануте 34)
    - 04.11.2010 «Севилья» (Севилья, Испания) — «Карпаты» (Львов) 4:0 (Альфаро 9, 42, Чигарини 31, Негредо 51)
    - 02.12.2010 «Боруссия» (Дортмунд, Германия) — «Карпаты» (Львов) 3:0 (Кагава 5, Хуммельс 49, Левандовский 89)
    - 15.12.2010 «Карпаты» (Львов) — «Пари Сен-Жермен» (Париж, Франция) 1:1 (Федецкий 45 — Люйиндюла 39)

## Сезон 2011/2012
- «Шахтёр» Донецк (чемпион Украины сезона 2010-11 гг.)
  - Групповой этап Лиги чемпионов УЕФА. Группа «G»
    - 13.09.2011 «Порту» (Порту, Португалия) — «Шахтёр» (Донецк) 2:1 (Халк 28, Клебер 51 — Луис Адриану 12) На 10-й минуте Халк («Порту») не реализовал пенальти.
    - 28.09.2011 «Шахтёр» (Донецк) — АПОЭЛ (Строволос, Кипр) 1:1 (Жадсон 64 — Тричковский 61)
    - 19.10.2011 «Шахтёр» (Донецк) — «Зенит» (Санкт-Петербург, Россия) 2:2 (Виллиан 15, Луис Адриану 45+1 — Широков 33, Файзулин 60) На 11-й минуте Широков («Зенит») не реализовал пенальти.
    - 01.11.2011 «Зенит» (Санкт-Петербург, Россия) — «Шахтёр» (Донецк) 1:0 (Ломбартс 45+1)
    - 23.11.2011 «Шахтёр» (Донецк) — «Порту» (Порту, Португалия) 0:2 (Халк 79, Рац 90+1-авт.)
    - 06.12.2011 АПОЭЛ (Строволос, Кипр) — «Шахтёр» (Донецк) 0:2 (Луис Адриану 62, Селезнёв 78) На 12-й минуте Луис Адриану («Шахтёр») не реализовал пенальти.
- «Динамо» Киев (2-е место в чемпионате Украины сезона 2010-11 гг.)
  - 3-й квалификационный раунд Лиги чемпионов УЕФА. Нечемпионский путь
    - 26.07.2011 «Динамо» (Киев) — «Рубин» (Казань, Россия) 0:2 (Касаев 6, Натхо 68-пен.)
    - 03.08.2011 «Рубин» (Казань, Россия) — «Динамо» (Киев) 2:1 (Дядюн 19, Медведев 87 — Гусев 90+2)

  - Плей-офф раунд Лиги Европы УЕФА
    - 18.08.2011 «Литекс» (Ловеч, Болгария) — «Динамо» (Киев) 1:2 (Янев 13 — Нинкович 7-пен., Идейе 77)
    - 25.08.2011 «Динамо» (Киев) — «Литекс» (Ловеч, Болгария) 1:0 (Милевский 74)

  - Групповой этап Лиги Европы УЕФА. Группа «E»
    - 15.09.2011 «Динамо» (Киев) — «Сток Сити» (Сток-он-Трент, Англия) 1:1 (Вукоевич 90+1 — Джером 55)
    - 29.09.2011 «Маккаби» (Тель-Авив-Яффа, Израиль) — «Динамо» (Киев) 1:1 (Миха 44 — Идейе 9)
    - 20.10.2011 «Динамо» (Киев) — «Бешикташ» (Стамбул, Турция) 1:0 (Гармаш 90+4)
    - 03.11.2011 «Бешикташ» (Стамбул, Турция) — «Динамо» (Киев) 1:0 (Коркмаз 67)
    - 01.12.2011 «Сток Сити» (Сток-он-Трент, Англия) — «Динамо» (Киев) 1:1 (Джонс 81 — Апсон 27-авт.)
    - 14.12.2011 «Динамо» (Киев) — «Маккаби» (Тель-Авив-Яффа, Израиль) 3:3 (Йейни 11-авт., Гусев 17, 80 — Веред 49, Атар 62, Даббур 75)
- «Металлист» Харьков (3-е место в чемпионате Украины сезона 2010-11 гг.)
  - Плей-офф раунд Лиги Европы УЕФА
    - 18.08.2011 «Металлист» (Харьков) — «Сошо» (Монбельяр, Франция) 0:0
    - 25.08.2011 «Сошо» (Монбельяр, Франция) — «Металлист» (Харьков) 0:4 (Соса 6, Кристальдо 10, 40, Тайсон 51)

  - Групповой этап Лиги Европы УЕФА. Группа «G»
    - 15.09.2011 «Аустрия» (Вена, Австрия) — «Металлист» (Харьков) 1:2 (Юн 6 — Гейе 56, Клейтон Шавиер 79-пен.)
    - 29.09.2011 «Металлист» (Харьков) — АЗ (Алкмар, Нидерланды) 1:1 (Тайсон 76 — Алтидор 26)
    - 20.10.2011 «Мальмё» (Мальмё, Швеция) — «Металлист» (Харьков) 1:4 (Хамад 22 — Кристальдо 32, Фининью 45+1, Эдмар 57, Девич 73)
    - 03.11.2011 «Металлист» (Харьков) — «Мальмё» (Мальмё, Швеция) 3:1 (Тайсон 46, 56, Фининью 90 — Ранеги 65)
    - 30.11.2011 «Металлист» (Харьков) — «Аустрия» (Вена, Австрия) 4:1 (Девич 16, Эдмар 40, Гейе 60, Соса 90 — Мадер 19)
    - 15.12.2011 АЗ (Алкмар, Нидерланды) — «Металлист» (Харьков) 1:1 (Махер 37 — Девич 36)

  - 1/16 финала Лиги Европы УЕФА
    - 16.02.2012 «Ред Булл Зальцбург» (Вальс-Зиценхайм, Австрия) — «Металлист» (Харьков) 0:4 (Тайсон 1, Кристальдо 37, 41, Девич 90+1)
    - 23.02.2012 «Металлист» (Харьков) — «Ред Булл Зальцбург» (Вальс-Зиценхайм, Австрия) 4:1 (Хинтереггер 28-авт., Кристальдо 62, Бланко 63, Марлос 87 — Янчер 56)

  - 1/8 финала Лиги Европы УЕФА
    - 08.03.2012 «Металлист» (Харьков) — «Олимпиакос» (Пирей, Греция) 0:1 (Фустер 50)
    - 15.03.2012 «Олимпиакос» (Пирей, Греция) — «Металлист» (Харьков) 1:2 (Маркано 14 — Вильягра 81, Девич 86) На 77-й минуте Девич («Металлист») не реализовал пенальти.

  - Четвертьфинал Лиги Европы УЕФА
    - 29.03.2012 «Спортинг» (Лиссабон, Португалия) — «Металлист» (Харьков) 2:1 (Измайлов 51, Инсуа 64 — Клейтон Шавиер 90+1-пен.)
    - 05.04.2012 «Металлист» (Харьков) — «Спортинг» (Лиссабон, Португалия) 1:1 (Кристальдо 57 — ван Волфсвинкел 44) На 64-й минуте Клейтон Шавиер («Металлист») не реализовал пенальти.
- «Днепр» Днепропетровск (4-е место в чемпионате Украины сезона 2010-11 гг.)
  - Плей-офф раунд Лиги Европы УЕФА
    - 18.08.2011 «Фулхэм» (Лондон, Англия) — «Днепр» (Днепропетровск) 3:0 (Хьюз 38, Демпси 43, 49)
    - 25.08.2011 «Днепр» (Днепропетровск) — «Фулхэм» (Лондон, Англия) 1:0 (Шахов 22)
- «Карпаты» Львов (5-е место в чемпионате Украины сезона 2010-11 гг.)
  - 3-й квалификационный раунд Лиги Европы УЕФА
    - 28.07.2011 «Карпаты» (Львов) — «Сент-Патрикс Атлетик» (Дублин, Ирландия) 2:0 (Федецкий 33, Воронков 90+3)
    - 04.08.2011 «Сент-Патрикс Атлетик» (Дублин, Ирландия) — «Карпаты» (Львов) 1:3 Макмиллан[англ.] 57 — Зенёв 22, Худобяк 64, Ощипко 82)[15]

  - Плей-офф раунд Лиги Европы УЕФА
    - 18.08.2011 ПАОК (Салоники, Греция) — «Карпаты» (Львов) 2:0 (Атанасьядис 15, Лину 56)
    - 25.08.2011 «Карпаты» (Львов) — ПАОК (Салоники, Греция) 1:1 (Лукас Перес 45+1-пен. — Балафас 55)
- «Ворскла» Полтава (6-е место в чемпионате Украины сезона 2010-11 гг.)
  - 2-й квалификационный раунд Лиги Европы УЕФА
    - 14.07.2011 «Гленторан» (Белфаст, Северная Ирландия) — «Ворскла» (Полтава) 0:2 (Безус 29, Янузи 38)
    - 21.07.2011 «Ворскла» (Полтава) — «Гленторан» (Белфаст, Северная Ирландия) 3:0 (Янузи 33, 73, Курилов 36)

  - 3-й квалификационный раунд Лиги Европы УЕФА
    - 28.07.2011 «Ворскла» (Полтава) — «Слайго Роверс» (Слайго, Ирландия) 0:0
    - 04.08.2011 «Слайго Роверс» (Слайго, Ирландия) — «Ворскла» (Полтава) 0:2 (Закарлюка 16, Ребенок 17)

  - Плей-офф раунд Лиги Европы УЕФА
    - 18.08.2011 «Ворскла» (Полтава) — «Динамо» (Бухарест, Румыния) 2:1 (Кривошеенко 32, Ребенок 89 — Никулае 58)
    - 25.08.2011 «Динамо» (Бухарест, Румыния) — «Ворскла» (Полтава) 2:3 (Торже 45, Цукудян 90 — Янузи 37, Баранник 72, 78)

  - Групповой этап Лиги Европы УЕФА. Группа «B»
    - 15.09.2011 «Копенгаген» (Копенгаген, Дания) — «Ворскла» (Полтава) 1:0 (Норстранн 54-пен.)
    - 29.09.2011 «Ворскла» (Полтава) — «Ганновер 96» (Ганновер, Германия) 1:2 (Курилов 50 — Абделлауе 32, Пандер 44)
    - 20.10.2011 «Стандард» (Льеж, Бельгия) — «Ворскла» (Полтава) 0:0
    - 03.11.2011 «Ворскла» (Полтава) — «Стандард» (Льеж, Бельгия) 1:3 (Курилов 5 — Сейхас 16, Кану 45+4, Чите 73)
    - 30.11.2011 «Ворскла» (Полтава) — «Копенгаген» (Копенгаген, Дания) 1:1 (Н’Дойе 31-авт. — Н’Дойе 37)
    - 15.12.2011 «Ганновер 96» (Ганновер, Германия) — «Ворскла» (Полтава) 3:1 (Рауш 24, Я Конан 33, Собех 78 — Безус 45+1-пен.) На 56-й минуте Рауш («Ганновер 96») не реализовал пенальти.

## Сезон 2012/2013
- «Шахтёр» Донецк (чемпион Украины сезона 2011-12 гг.)
  - Групповой этап Лиги чемпионов УЕФА. Группа «E»
    - 19.09.2012 «Шахтёр» (Донецк) — «Норшелланн» (Фарум, Дания) 2:0 (Мхитарян 44, 76)
    - 02.10.2012 «Ювентус» (Турин, Италия) — «Шахтёр» (Донецк) 1:1 (Бонуччи 25 — Алекс Тейшейра 23)
    - 23.10.2012 «Шахтёр» (Донецк) — «Челси» (Лондон, Англия) 2:1 (Алекс Тейшейра 3, Фернандинью 52 — Оскар 88)
    - 07.11.2012 «Челси» (Лондон, Англия) — «Шахтёр» (Донецк) 3:2 (Торрес 6, Оскар 40, Моузес 90+4 — Виллиан 9, 47)
    - 20.11.2012 «Норшелланн» (Фарум, Дания) — «Шахтёр» (Донецк) 2:5 (Норстранн 24, Лорентсен 29 — Луис Адриану 26, 53, 81, Виллиан 44, 50)[16]
    - 05.12.2012 «Шахтёр» (Донецк) — «Ювентус» (Турин, Италия) 0:1 (Кучер 56-авт.)

  - 1/8 финала Лиги чемпионов УЕФА
    - 13.02.2013 «Шахтёр» (Донецк) — «Боруссия» (Дортмунд, Германия) 2:2 (Срна 31, Дуглас Коста 68 — Левандовский 41, Хуммельс 87)
    - 05.03.2013 «Боруссия» (Дортмунд, Германия) — «Шахтёр» (Донецк) 3:0 (Фелипи Сантана 31, Гётце 37, Блащиковский 59)
- «Динамо» Киев (2-е место в чемпионате Украины сезона 2011-12 гг.)
  - 3-й квалификационный раунд Лиги чемпионов УЕФА. Нечемпионский путь
    - 31.07.2012 «Динамо» (Киев) — «Фейеноорд» (Роттердам, Нидерланды) 2:1 (Иммерс 56-авт., Идейе 69 — Схакен 49)
    - 07.08.2012 «Фейеноорд» (Роттердам, Нидерланды) — «Динамо» (Киев) 0:1 (Идейе 90+6)

  - Плей-офф раунд Лиги чемпионов УЕФА. Нечемпионский путь
    - 21.08.2012 «Боруссия» (Мёнхенгладбах, Германия) — «Динамо» (Киев) 1:3 (Ринг 12 — Михалик 28, Ярмоленко 36, де Йонг 81-авт.)
    - 29.08.2012 «Динамо» (Киев) — «Боруссия» (Мёнхенгладбах, Германия) 1:2 (Идейе 88 — Хачериди 70-авт., Аранго 78)

  - Групповой этап Лиги чемпионов УЕФА. Группа «A»
    - 18.09.2012 «Пари Сен-Жермен» (Париж, Франция) — «Динамо» (Киев) 4:1 (Ибрахимович 19-пен., Тиагу Силва 29, Алекс 32, Пасторе 90+1 — Мигел Велозу 87)
    - 03.10.2012 «Динамо» (Киев) — «Динамо» (Загреб, Хорватия) 2:0 (Гусев 3, Пиварич 33-авт.)
    - 24.10.2012 «Порту» (Порту, Португалия) — «Динамо» (Киев) 3:2 (Силвештре Варела 15, Мартинес 36, 78 — Гусев 21, Идейе 72)
    - 06.11.2012 «Динамо» (Киев) — «Порту» (Порту, Португалия) 0:0
    - 21.11.2012 «Динамо» (Киев) — «Пари Сен-Жермен» (Париж, Франция) 0:2 (Лавецци 45, 52)
    - 04.12.2012 «Динамо» (Загреб, Хорватия) — «Динамо» (Киев) 1:1 (Ярмоленко 45+1 — Крстанович 90+5-пен.)

  - 1/16 финала Лиги Европы УЕФА
    - 14.02.2013 «Динамо» (Киев) — «Бордо» (Бордо, Франция) 1:1 (Аруна 20 — Обраняк 23) На 76-й минуте Гусев («Динамо») не реализовал пенальти.
    - 21.02.2013 «Бордо» (Бордо, Франция) — «Динамо» (Киев) 1:0 (Дьябате 41)
- «Металлист» Харьков (3-е место в чемпионате Украины сезона 2011-12 гг.)
  - Плей-офф раунд Лиги Европы УЕФА
    - 23.08.2012 «Динамо» (Бухарест, Румыния) — «Металлист» (Харьков) 0:2 (Клейтон Шавиер 9, Кристальдо 57)
    - 30.08.2012 «Металлист» (Харьков) — «Динамо» (Бухарест, Румыния) 2:1 (Бланко 29, Кристальдо 61 — Куртян 52)

  - Групповой этап Лиги Европы УЕФА. Группа «K»
    - 20.09.2012 «Байер 04» (Леверкузен, Германия) — «Металлист» (Харьков) 0:0
    - 04.10.2012 «Металлист» (Харьков) — «Рапид» (Вена, Австрия) 2:0 (Эдмар 66, Клейтон Шавиер 80)
    - 25.10.2012 «Русенборг» (Тронхейм, Норвегия) — «Металлист» (Харьков) 1:2 (Эльюнусси 46 — Марлос 80, Клейтон Шавиер 89)
    - 08.11.2012 «Металлист» (Харьков) — «Русенборг» (Тронхейм, Норвегия) 3:1 (Тайсон 4, Клейтон Шавиер 70, Торрес 90+3 — Дочкал 42)
    - 22.11.2012 «Металлист» (Харьков) — «Байер 04» (Леверкузен, Германия) 2:0 (Кристальдо 46, Клейтон Шавиер 85)
    - 06.12.2012 «Рапид» (Вена, Австрия) — «Металлист» (Харьков) 1:0 (Алар 13)

  - 1/16 финала Лиги Европы УЕФА
    - 14.02.2013 «Ньюкасл Юнайтед» (Ньюкасл-апон-Тайн, Англия) — «Металлист» (Харьков) 0:0
    - 21.02.2013 «Металлист» (Харьков) — «Ньюкасл Юнайтед» (Ньюкасл-апон-Тайн, Англия) 0:1 (Амеоби 64-пен.)
- «Днепр» Днепропетровск (4-е место в чемпионате Украины сезона 2011-12 гг.)
  - Плей-офф раунд Лиги Европы УЕФА
    - 23.08.2012 «Слован» (Либерец, Чехия) — «Днепр» (Днепропетровск) 2:2 (Брезнаник 62, Ваха 90-пен. — Коноплянка 43, Матеус 48)
    - 30.08.2012 «Днепр» (Днепропетровск) — «Слован» (Либерец, Чехия) 4:2 (Алиев 12-пен., 59-пен., Коноплянка 75, Калинич 86 — Брезнаник 61, Келич 72)

  - Групповой этап Лиги Европы УЕФА. Группа «F»
    - 20.09.2012 «Днепр» (Днепропетровск) — ПСВ (Эйндховен, Нидерланды) 2:0 (Матеус 50, Хатчинсон 58-авт.)
    - 04.10.2012 АИК (Сольна, Швеция) — «Днепр» (Днепропетровск) 2:3 (Даниэльссон 5, Гойтом 45 — Калинич 41, Мандзюк 74, Селезнёв 83)
    - 25.10.2012 «Днепр» (Днепропетровск) — «Наполи» (Неаполь, Италия) 3:1 (Федецкий 2, Матеус 42, Жулиану 64 — Кавани 75-пен.)
    - 08.11.2012 «Наполи» (Неаполь, Италия) — «Днепр» (Днепропетровск) 4:2 (Кавани 7, 77, 88, 90+3 — Федецкий 33, Зозуля 52)
    - 22.11.2012 ПСВ (Эйндховен, Нидерланды) — «Днепр» (Днепропетровск) 1:2 (Вейналдюм 18 — Селезнёв 24, Коноплянка 74)
    - 06.12.2012 «Днепр» (Днепропетровск) — АИК (Сольна, Швеция) 4:0 (Калинич 20-пен., Зозуля 39, 52, Кравченко 85)

  - 1/16 финала Лиги Европы УЕФА
    - 14.02.2013 «Базель» (Базель, Швейцария) — «Днепр» (Днепропетровск) 2:0 (Штокер 23, Штреллер 67)
    - 21.02.2013 «Днепр» (Днепропетровск) — «Базель» (Базель, Швейцария) 1:1 (Селезнёв 76-пен. — Шер 81-пен.)
- «Арсенал» Киев (5-е место в чемпионате Украины сезона 2011-12 гг.)
  - 3-й квалификационный раунд Лиги Европы УЕФА
    - 02.08.2012 «Арсенал» (Киев) — «Мура 05» (Мурска-Собота, Словения) 0:3 (техническое поражение)[17]
    - 09.08.2012 «Мура 05» (Мурска-Собота, Словения) — «Арсенал» (Киев) 0:2 (Кобахидзе 2, Гоменюк 61)[18]
- «Металлург» Донецк (финалист Кубка Украины сезона 2011-12 гг.)
  - 2-й квалификационный раунд Лиги Европы УЕФА
    - 19.07.2012 «Металлург» (Донецк) — «Челик» (Никшич, Черногория) 7:0 (Макридис 17, 49, Газарян 36, 61, 86, Данилу 51, Жуниур Мораис 78)
    - 26.07.2012 «Челик» (Никшич, Черногория) — «Металлург» (Донецк) 2:4 (Йовович 23, Зорич 50-пен. — Данилу 15, Жуниур Мораис 53, Воловик 72, Зе Суарис 84)

  - 3-й квалификационный раунд Лиги Европы УЕФА
    - 02.08.2012 «Тромсё» (Тромсё, Норвегия) — «Металлург» (Донецк) 1:1 (Ондрашек 43 — Бьёрк 88-авт.)
    - 09.08.2012 «Металлург» (Донецк) — «Тромсё» (Тромсё, Норвегия) 0:1 (Прийович 9)

## Сезон 2013/2014
- «Шахтёр» Донецк (чемпион Украины сезона 2012-13 гг.)
  - Групповой этап Лиги чемпионов УЕФА. Группа «A»
    - 17.09.2013 «Реал Сосьедад» (Доностия-Сан-Себастьян, Испания) — «Шахтёр» (Донецк) 0:2 (Алекс Тейшейра 65, 87)
    - 02.10.2013 «Шахтёр» (Донецк) — «Манчестер Юнайтед» (Стретфорд, Англия) 1:1 (Тайсон 76 — Уэлбек 18)
    - 23.10.2013 «Байер 04» (Леверкузен, Германия) — «Шахтёр» (Донецк) 4:0 (Кислинг 22, 72, Рольфес 50-пен., Сам 57)
    - 05.11.2013 «Шахтёр» (Донецк) — «Байер 04» (Леверкузен, Германия) 0:0
    - 27.11.2013 «Шахтёр» (Донецк) — «Реал Сосьедад» (Доностия-Сан-Себастьян, Испания) 4:0 (Луис Адриану 37, Алекс Тейшейра 48, Дуглас Коста 68, 87)
    - 10.12.2013 «Манчестер Юнайтед» (Стретфорд, Англия) — «Шахтёр» (Донецк) 1:0 (Джонс 67)

  - 1/16 финала Лиги Европы УЕФА
    - 20.02.2014 «Виктория» (Пльзень, Чехия) — «Шахтёр» (Донецк) 1:1 (Тецл 62 — Луис Адриану 64)
    - 27.02.2014 «Шахтёр» (Донецк) — «Виктория» (Пльзень, Чехия) 1:2 (Луис Адриану 88 — Коларж 29, Петржела 33)
- «Металлист» Харьков (2-е место в чемпионате Украины сезона 2012-13 гг.)
  - 3-й квалификационный раунд Лиги чемпионов УЕФА. Нечемпионский путь
    - 30.07.2013 ПАОК (Салоники, Греция) — «Металлист» (Харьков) 0:2 (Девич 43-пен., 72)
    - 07.08.2013 «Металлист» (Харьков) — ПАОК (Салоники, Греция) 1:1 (Бланко 72 — Нецид 83)[19]
- «Динамо» Киев (3-е место в чемпионате Украины сезона 2012-13 гг.)
  - Плей-офф раунд Лиги Европы УЕФА
    - 22.08.2013 «Актобе» (Актобе, Казахстан) — «Динамо» (Киев) 2:3 (Тремулинас 36-авт., Хайруллин 65 — Ярмоленко 16, Идейе 51, Бельханда 57)
    - 29.08.2013 «Динамо» (Киев) — «Актобе» (Актобе, Казахстан) 5:1 (Ленс 9, Безус 30, Мбокани 35, Идейе 52-пен., Гусев 73 — Гейнрих 37-пен.)

  - Групповой этап Лиги Европы УЕФА. Группа «G»
    - 19.09.2013 «Динамо» (Киев) — «Генк» (Генк, Бельгия) 0:1 (Горьюс 62)
    - 03.10.2013 «Рапид» (Вена, Австрия) — «Динамо» (Киев) 2:2 (Бургшталлер 53, Триммель 90+4 — Ярмоленко 30, Дибон 34-авт.)
    - 24.10.2013 «Динамо» (Киев) — «Тун» (Тун, Швейцария) 3:0 (Ярмоленко 35, Мбокани 60, Гусев 78)
    - 07.11.2013 «Тун» (Тун, Швейцария) — «Динамо» (Киев) 0:2 (Шенкель 28-авт., Ярмоленко 69)
    - 28.11.2013 «Генк» (Генк, Бельгия) — «Динамо» (Киев) 3:1 (Воссен 17-пен., Кумордзи 37, Де Кёлар 40 — Ярмоленко 9)
    - 12.12.2013 «Динамо» (Киев) — «Рапид» (Вена, Австрия) 3:1 (Ленс 22, Гусев 28, Мигел Велозу 70 — Бойд 6)

  - 1/16 финала Лиги Европы УЕФА
    - 20.02.2014 «Динамо» (Киев) — «Валенсия» (Валенсия, Испания) 0:2 (Варгас 79, Фегули 90+1)[20]
    - 27.02.2014 «Валенсия» (Валенсия, Испания) — «Динамо» (Киев) 0:0
- «Днепр» Днепропетровск (4-е место в чемпионате Украины сезона 2012-13 гг.)
  - Плей-офф раунд Лиги Европы УЕФА
    - 22.08.2013 «Нымме Калью» (Таллин, Эстония) — «Днепр» (Днепропетровск) 1:3 (Тоомет 54 — Селезнёв 23-пен., Жулиану 36, Зозуля 53)
    - 29.08.2013 «Днепр» (Днепропетровск) — «Нымме Калью» (Таллин, Эстония) 2:0 (Кобахидзе 39, Зозуля 70)

  - Групповой этап Лиги Европы УЕФА. Группа «E»
    - 19.09.2013 «Пандури» (Тыргу-Жиу, Румыния) — «Днепр» (Днепропетровск) 0:1 (Ротань 38)[21]
    - 03.10.2013 «Днепр» (Днепропетровск) — «Фиорентина» (Флоренция, Италия) 1:2 (Селезнёв 57-пен. — Родригес 53-пен., Амброзини 73)
    - 24.10.2013 «Пасуш-ди-Феррейра» (Пасуш-ди-Феррейра, Португалия) — «Днепр» (Днепропетровск) 0:2 (Ротань 82, Коноплянка 86)[22]
    - 07.11.2013 «Днепр» (Днепропетровск) — «Пасуш-ди-Феррейра» (Пасуш-ди-Феррейра, Португалия) 2:0 (Матеус 44, Коноплянка 66)
    - 28.11.2013 «Днепр» (Днепропетровск) — «Пандури» (Тыргу-Жиу, Румыния) 4:1 (Калинич 12, Зозуля 56, Шахов 86, Кравченко 89 — Эрик Перейра 70-пен.)
    - 12.12.2013 «Фиорентина» (Флоренция, Италия) — «Днепр» (Днепропетровск) 2:1 (Хоакин Санчес 42, Куадрадо 77 — Коноплянка 13)

  - 1/16 финала Лиги Европы УЕФА
    - 20.02.2014 «Днепр» (Днепропетровск) — «Тоттенхэм Хотспур» (Лондон, Англия) 1:0 (Коноплянка 81-пен.)
    - 27.02.2014 «Тоттенхэм Хотспур» (Лондон, Англия) — «Днепр» (Днепропетровск) 3:1 (Эриксен 56, Адебайор 65, 69 — Зозуля 47)
- «Металлург» Донецк (5-е место в чемпионате Украины сезона 2012-13 гг.)
  - 3-й квалификационный раунд Лиги Европы УЕФА
    - 01.08.2013 «Кукеси» (Кукес, Албания) — «Металлург» (Донецк) 2:0 (Малакарне 6, Малота 83)[23]
    - 08.08.2013 «Металлург» (Донецк) — «Кукеси» (Кукес, Албания) 1:0 (Димитров 27)
- «Черноморец» Одесса (финалист Кубка Украины сезона 2012-13 гг.)
  - 2-й квалификационный раунд Лиги Европы УЕФА
    - 18.07.2013 «Черноморец» (Одесса) — «Дачия» (Кишинёв, Молдавия) 2:0 (Самодин 46, Антонов 90+4)
    - 25.07.2013 «Дачия» (Кишинёв, Молдавия) — «Черноморец» (Одесса) 2:1 (Орловский 45+3, Орбу 64 — Гай 26)

  - 3-й квалификационный раунд Лиги Европы УЕФА
    - 01.08.2013 «Черноморец» (Одесса) — «Црвена Звезда» (Белград, Сербия) 3:1 (Риера 32, Джа Джедже 38, Антонов 78-пен. — Савичевич 59)
    - 08.08.2013 «Црвена Звезда» (Белград, Сербия) — «Черноморец» (Одесса) 0:0 На 45+1-й минуте Милияш («Црвена Звезда») не реализовал пенальти.

  - Плей-офф раунд Лиги Европы УЕФА
    - 22.08.2013 «Черноморец» (Одесса) — «Скендербеу» (Корча, Албания) 1:0 (Гай 75)
    - 29.08.2013 «Скендербеу» (Корча, Албания) — «Черноморец» (Одесса) 1:0 (Рибай 19) Серия пенальти — 6:7[23][24]

  - Групповой этап Лиги Европы УЕФА. Группа «B»
    - 19.09.2013 «Динамо» (Загреб, Хорватия) — «Черноморец» (Одесса) 1:2 (Жуниур Фернандис 43 — Антонов 62, Джа Джедже 65)
    - 03.10.2013 «Черноморец» (Одесса) — ПСВ (Эйндховен, Нидерланды) 0:2 (Депай 13, Йозефзон 88)
    - 24.10.2013 «Черноморец» (Одесса) — «Лудогорец» (Разград, Болгария) 0:1 (Златински 45)
    - 07.11.2013 «Лудогорец» (Разград, Болгария) — «Черноморец» (Одесса) 1:1 (Жунинью Кишада 47 — Гай 63)[25]
    - 28.11.2013 «Черноморец» (Одесса) — «Динамо» (Загреб, Хорватия) 2:1 (Антонов 78, Диденко 90+1 — Бечирай 20)
    - 12.12.2013 ПСВ (Эйндховен, Нидерланды) — «Черноморец» (Одесса) 0:1 (Джа Джедже 59)

  - 1/16 финала Лиги Европы УЕФА
    - 20.02.2014 «Черноморец» (Одесса) — «Олимпик» (Лион, Франция) 0:0
    - 27.02.2014 «Олимпик» (Лион, Франция) — «Черноморец» (Одесса) 1:0 (Лаказетт 80)

## Сезон 2014/2015
- «Шахтёр» Донецк (чемпион Украины сезона 2013-14 гг.)
  - Групповой этап Лиги чемпионов УЕФА. Группа «H»
    - 17.09.2014 «Атлетик» (Бильбао, Испания) — «Шахтёр» (Донецк) 0:0
    - 30.09.2014 «Шахтёр» (Донецк) — «Порту» (Порту, Португалия) 2:2 (Алекс Тейшейра 52, Луис Адриану 85 — Мартинес 89-пен., 90+3). На 35-й минуте Брахими («Порту») не реализовал пенальти.[26]
    - 21.10.2014 БАТЭ (Борисов, Белоруссия) — «Шахтёр» (Донецк) 0:7 (Алекс Тейшейра 11, Луис Адриану 28-пен., 37, 40, 44, 82-пен., Дуглас Коста 35)
    - 05.11.2014 «Шахтёр» (Донецк) — БАТЭ (Борисов, Белоруссия) 5:0 (Срна 19, Алекс Тейшейра 48, Луис Адриану 58-пен., 82, 90+2)[26]
    - 25.11.2014 «Шахтёр» (Донецк) — «Атлетик» (Бильбао, Испания) 0:1 (Сан Хосе 68)[26]
    - 10.12.2014 «Порту» (Порту, Португалия) — «Шахтёр» (Донецк) 1:1 (Абубакар 87 — Степаненко 50)

  - 1/8 финала Лиги чемпионов УЕФА
    - 17.02.2015 «Шахтёр» (Донецк) — «Бавария» (Мюнхен, Германия) 0:0[26]
    - 11.03.2015 «Бавария» (Мюнхен, Германия) — «Шахтёр» (Донецк) 7:0 (Мюллер 4-пен., 51, Боатенг 34, Рибери 49, Бадштубер 63, Левандовский 75, Гётце 87)
- «Днепр» Днепропетровск (2-е место в чемпионате Украины сезона 2013-14 гг.)
  - 3-й квалификационный раунд Лиги чемпионов УЕФА. Нечемпионский путь
    - 30.07.2014 «Днепр» (Днепропетровск) — «Копенгаген» (Копенгаген, Дания) 0:0[27]
    - 06.08.2014 «Копенгаген» (Копенгаген, Дания) — «Днепр» (Днепропетровск) 2:0 (Корнелиус 36, Кадрии 52)

  - Плей-офф раунд Лиги Европы УЕФА
    - 20.08.2014 «Днепр» (Днепропетровск) — «Хайдук» (Сплит, Хорватия) 2:1 (Калинич 50, Шахов 88 — Сушич 47)[27]
    - 28.08.2014 «Хайдук» (Сплит, Хорватия) — «Днепр» (Днепропетровск) 0:0

  - Групповой этап Лиги Европы УЕФА. Группа «F»
    - 18.09.2014 «Днепр» (Днепропетровск) — «Интернационале» (Милан, Италия) 0:1 (Д’Амброзио 71)[27]
    - 02.10.2014 «Сент-Этьен» (Сент-Этьен, Франция) — «Днепр» (Днепропетровск) 0:0 На 28-й минуте Калинич («Днепр») не реализовал пенальти.
    - 23.10.2014 «Днепр» (Днепропетровск) — «Карабах Агдам» (Баку, Азербайджан) 0:1 (Муарем 21)[27]
    - 06.11.2014 «Карабах Агдам» (Баку, Азербайджан) — «Днепр» (Днепропетровск) 1:2 (Джордж 36 — Калинич 15, 73)
    - 27.11.2014 «Интернационале» (Милан, Италия) — «Днепр» (Днепропетровск) 2:1 (Кузманович 30, Освальдо 50 — Ротань 16). На 28-й минуте Коноплянка («Днепр») не реализовал пенальти.
    - 11.12.2014 «Днепр» (Днепропетровск) — «Сент-Этьен» (Сент-Этьен, Франция) 1:0 (Федецкий 66)[27]

  - 1/16 финала Лиги Европы УЕФА
    - 19.02.2015 «Днепр» (Днепропетровск) — «Олимпиакос» (Пирей, Греция) 2:0 (Канкава 50, Ротань 54)[27]
    - 26.02.2015 «Олимпиакос» (Пирей, Греция) — «Днепр» (Днепропетровск) 2:2 (Митроглу 14, Домингес 90-пен. — Федецкий 22, Калинич 90+2)

  - 1/8 финала Лиги Европы УЕФА
    - 12.03.2015 «Днепр» (Днепропетровск) — «Аякс» (Амстердам, Нидерланды) 1:0 (Зозуля 30)[27]
    - 19.03.2015 «Аякс» (Амстердам, Нидерланды) — «Днепр» (Днепропетровск) 2:1 д.в. (Базур 60, ван дер Хорн 117 — Коноплянка 97)

  - Четвертьфинал Лиги Европы УЕФА
    - 16.04.2015 «Брюгге» (Брюгге, Бельгия) — «Днепр» (Днепропетровск) 0:0
    - 23.04.2015 «Днепр» (Днепропетровск) — «Брюгге» (Брюгге, Бельгия) 1:0 (Шахов 82)[27]

  - Полуфинал Лиги Европы УЕФА
    - 07.05.2015 «Наполи» (Неаполь, Италия) — «Днепр» (Днепропетровск) 1:1 (Лопес 50 — Селезнёв 80)
    - 14.05.2015 «Днепр» (Днепропетровск) — «Наполи» (Неаполь, Италия) 1:0 (Селезнёв 58)[27]

  - Финал Лиги Европы УЕФА, Варшава / Польша
    - 27.05.2015 «Днепр» (Днепропетровск) — «Севилья» (Севилья, Испания) 2:3 (Калинич 7, Ротань 44 — Крыховяк 28, Бакка 31, 73)
- «Динамо» Киев (обладатель Кубка Украины сезона 2013-14 гг.)
  - Групповой этап Лиги Европы УЕФА. Группа «J»
    - 18.09.2014 «Риу Аве» (Вила-ду-Конди, Португалия) — «Динамо» (Киев) 0:3 (Ярмоленко 20, Бельханда 25, Кравец 70)
    - 02.10.2014 «Динамо» (Киев) — «Стяуа» (Бухарест, Румыния) 3:1 (Ярмоленко 40, Кравец 66, Теодорчик 90+2 — Русеску 89)
    - 23.10.2014 «Ольборг» (Ольборг, Дания) — «Динамо» (Киев) 3:0 (Эневолльсен 11, Томсен 39, 90+1)
    - 06.11.2014 «Динамо» (Киев) — «Ольборг» (Ольборг, Дания) 2:0 (Вида 70, Гусев 90+3)
    - 27.11.2014 «Динамо» (Киев) — «Риу Аве» (Вила-ду-Конди, Португалия) 2:0 (Ленс 53, Мигел Велозу 78)
    - 11.12.2014 «Стяуа» (Бухарест, Румыния) — «Динамо» (Киев) 0:2 (Ярмоленко 71, Ленс 90+4)

  - 1/16 финала Лиги Европы УЕФА
    - 19.02.2015 «Генгам» (Генган, Франция) — «Динамо» (Киев) 2:1 (Бовю 72, Дьялло 75 — Мигел Велозу 19)
    - 26.02.2015 «Динамо» (Киев) — «Генгам» (Генган, Франция) 3:1 (Теодорчик 31, Буяльский 46, Гусев 75-пен. — Манданн 66)

  - 1/8 финала Лиги Европы УЕФА
    - 12.03.2015 «Эвертон» (Ливерпуль, Англия) — «Динамо» (Киев) 2:1 (Нейсмит 39, Лукаку 82-пен. — Гусев 14)
    - 19.03.2015 «Динамо» (Киев) — «Эвертон» (Ливерпуль, Англия) 5:2 (Ярмоленко 21, Теодорчик 35, Мигел Велозу 37, Гусев 56, Антунеш 76 — Лукаку 29, Ягелка 82)

  - Четвертьфинал Лиги Европы УЕФА
    - 16.04.2015 «Динамо» (Киев) — «Фиорентина» (Флоренция, Италия) 1:1 (Ленс 36 — Бабакар 90+2)
    - 23.04.2015 «Фиорентина» (Флоренция, Италия) — «Динамо» (Киев) 2:0 (Гомес 43, Варгас 90+4)
- «Металлист» Харьков (3-е место в чемпионате Украины сезона 2013-14 гг.)
  - Плей-офф раунд Лиги Европы УЕФА
    - 21.08.2014 «Рух» (Хожув, Польша) — «Металлист» (Харьков) 0:0[28]
    - 28.08.2014 «Металлист» (Харьков) — «Рух» (Хожув, Польша) 1:0 д.в. (Клейтон Шавиер 105+1-пен.)[27]

  - Групповой этап Лиги Европы УЕФА. Группа «L»
    - 18.09.2014 «Металлист» (Харьков) — «Трабзонспор» (Трабзон, Турция) 1:2 (Гоменюк 61 — Констан 25, Пападопулос 90+4)[26]
    - 02.10.2014 «Локерен» (Локерен, Бельгия) — «Металлист» (Харьков) 1:0 (Де Пау 74)
    - 22.10.2014 «Металлист» (Харьков) — «Легия» (Варшава, Польша) 0:1 (Дуда 28). На 52-й минуте Врдоляк («Легия») и на 69-й минуте Жажа Куэлью («Металлист») не реализовали пенальти.[27]
    - 06.11.2014 «Легия» (Варшава, Польша) — «Металлист» (Харьков) 2:1 (Сагановский 29, Дуда 84 — Кобин 22)
    - 27.11.2014 «Трабзонспор» (Трабзон, Турция) — «Металлист» (Харьков) 3:1 (Белькалем 36, Экиджи 86, Горяинов 90+4-авт. — Гоменюк 68)
    - 11.12.2014 «Металлист» (Харьков) — «Локерен» (Локерен, Бельгия) 0:1 (Лейе 16)[26]
- «Черноморец» Одесса (5-е место в чемпионате Украины сезона 2013-14 гг.)
  - 3-й квалификационный раунд Лиги Европы УЕФА
    - 31.07.2014 «Сплит» (Сплит, Хорватия) — «Черноморец» (Одесса) 2:0 (Рог 25, Белль 48)
    - 07.08.2014 «Черноморец» (Одесса) — «Сплит» (Сплит, Хорватия) 0:0
- «Заря» Луганск (7-е место в чемпионате Украины сезона 2013-14 гг.)[29]
  - 2-й квалификационный раунд Лиги Европы УЕФА
    - 17.07.2014 «Лячи» (Лячи, Албания) — «Заря» (Луганск) 0:3 (Шета 23-авт., Любенович 47, Боли 75)
    - 24.07.2014 «Заря» (Луганск) — «Лячи» (Лячи, Албания) 2:1 (Игнятиевич 74, Будковский 87 — Нимани 84)[27]

  - 3-й квалификационный раунд Лиги Европы УЕФА
    - 31.07.2014 «Заря» (Луганск) — «Молде» (Молде, Норвегия) 1:1 (Каменюка 62 — Свеннсен 89)[27]
    - 07.08.2014 «Молде» (Молде, Норвегия) — «Заря» (Луганск) 1:2 (Гульбраннсен 43 — Каменюка 2, Форрен 89-авт.). На 87-й минуте Форрен («Молде») и на 90+4-й минуте Эльюнусси («Молде») не реализовали пенальти.

  - Плей-офф раунд Лиги Европы УЕФА
    - 21.08.2014 «Заря» (Луганск) — «Фейеноорд» (Роттердам, Нидерланды) 1:1 (Белый 26 — те Вреде 38)[27]
    - 28.08.2014 «Фейеноорд» (Роттердам, Нидерланды) — «Заря» (Луганск) 4:3 (те Вреде 18, Схакен 27, Белый 48-авт., Ману 90+2 — Малиновский 56, 80, Белый 71)

## Сезон 2015/2016
- «Динамо» Киев (чемпион Украины сезона 2014-15 гг.)
  - Групповой этап Лиги чемпионов УЕФА. Группа «G»
    - 16.09.2015 «Динамо» (Киев) — «Порту» (Порту, Португалия) 2:2 (Гусев 20, Буяльский 89 — Абубакар 23, 81)
    - 29.09.2015 «Маккаби» (Тель-Авив-Яффа, Израиль) — «Динамо» (Киев) 0:2 (Ярмоленко 4, Жуниур Мораис 50)[30]
    - 20.10.2015 «Динамо» (Киев) — «Челси» (Лондон, Англия) 0:0
    - 04.11.2015 «Челси» (Лондон, Англия) — «Динамо» (Киев) 2:1 (Драгович 34-авт., Виллиан 83 — Драгович 77)
    - 24.11.2015 «Порту» (Порту, Португалия) — «Динамо» (Киев) 0:2 (Ярмоленко 35-пен., Гонсалес 64)
    - 09.12.2015 «Динамо» (Киев) — «Маккаби» (Тель-Авив-Яффа, Израиль) 1:0 (Гармаш 16)

  - 1/8 финала Лиги чемпионов УЕФА
    - 24.02.2016 «Динамо» (Киев) — «Манчестер Сити» (Манчестер, Англия) 1:3 (Буяльский 58 — Агуэро 15, Сильва 40, Туре 90)
    - 15.03.2016 «Манчестер Сити» (Манчестер, Англия) — «Динамо» (Киев) 0:0
- «Шахтёр» Донецк (2-е место в чемпионате Украины сезона 2014-15 гг.)
  - 3-й квалификационный раунд Лиги чемпионов УЕФА. Нечемпионский путь
    - 28.07.2015 «Фенербахче» (Стамбул, Турция) — «Шахтёр» (Донецк) 0:0
    - 05.08.2015 «Шахтёр» (Донецк) — «Фенербахче» (Стамбул, Турция) 3:0 (Гладкий 25, Срна 65-пен., Алекс Тейшейра 68)[26]

  - Плей-офф раунд Лиги чемпионов УЕФА. Нечемпионский путь
    - 19.08.2015 «Рапид» (Вена, Австрия) — «Шахтёр» (Донецк) 0:1 (Марлос 44)
    - 25.08.2015 «Шахтёр» (Донецк) — «Рапид» (Вена, Австрия) 2:2 (Марлос 10, Гладкий 27 — Шауб 13, Хофман 22)[26]

  - Групповой этап Лиги чемпионов УЕФА. Группа «А»
    - 15.09.2015 «Реал» (Мадрид, Испания) — «Шахтёр» (Донецк) 4:0 (Бензема 30, Криштиану Роналду 55-пен., 63-пен., 81)
    - 30.09.2015 «Шахтёр» (Донецк) — «Пари Сен-Жермен» (Париж, Франция) 0:3 (Орье 7, Давид Луис 23, Срна 90-авт.)[26]
    - 21.10.2015 «Мальмё» (Мальмё, Швеция) — «Шахтёр» (Донецк) 1:0 (Русенберг 17). На 56-й минуте Джюрджич («Мальмё») не реализовал пенальти.
    - 03.11.2015 «Шахтёр» (Донецк) — «Мальмё» (Мальмё, Швеция) 4:0 (Гладкий 29, Срна 48-пен., Эдуарду да Силва 55, Алекс Тейшейра 73)[26]
    - 25.11.2015 «Шахтёр» (Донецк) — «Реал» (Мадрид, Испания) 3:4 (Алекс Тейшейра 77-пен., 88, Дентинью 83 — Криштиану Роналду 18, 70, Модрич 50, Карвахаль 52)[26]
    - 08.12.2015 «Пари Сен-Жермен» (Париж, Франция) — «Шахтёр» (Донецк) 2:0 (Лукас 57, Ибрахимович 86)

  - 1/16 финала Лиги Европы УЕФА
    - 18.02.2016 «Шахтёр» (Донецк) — «Шальке 04» (Гельзенкирхен, Германия) 0:0[26]
    - 25.02.2016 «Шальке 04» (Гельзенкирхен, Германия) — «Шахтёр» (Донецк) 0:3 (Марлос 26, Феррейра 63, Коваленко 77)

  - 1/8 финала Лиги Европы УЕФА
    - 10.03.2016 «Шахтёр» (Донецк) — «Андерлехт» (Андерлехт, Бельгия) 3:1 (Тайсон 21, Кучер 24, Эдуарду да Силва 79 — Ачимпонг 68)[26]
    - 17.03.2016 «Андерлехт» (Андерлехт, Бельгия) — «Шахтёр» (Донецк) 0:1 (Эдуарду да Силва 90+3)

  - Четвертьфинал Лиги Европы УЕФА
    - 07.04.2016 «Спортинг» (Брага, Португалия) — «Шахтёр» (Донецк) 1:2 (Вилсон Эдуарду 89 — Ракицкий 44, Феррейра 75)
    - 14.04.2016 «Шахтёр» (Донецк) — «Спортинг» (Брага, Португалия) 4:0 (Срна 25-пен., Рикарду Феррейра 42-авт., 73-авт., Коваленко 50)[26]

  - Полуфинал Лиги Европы УЕФА
    - 28.04.2016 «Шахтёр» (Донецк) — «Севилья» (Севилья, Испания) 2:2 (Марлос 23, Степаненко 35 — Витоло Мачин 6, Гамеро 82-пен.)[26]
    - 05.05.2016 «Севилья» (Севилья, Испания) — «Шахтёр» (Донецк) 3:1 (Гамеро 9, 47, Мариану 59 — Эдуарду да Силва 44)
- «Днепр» Днепропетровск (3-е место в чемпионате Украины сезона 2014-15 гг.)
  - Групповой этап Лиги Европы УЕФА. Группа «G»
    - 17.09.2015 «Днепр» (Днепропетровск) — «Лацио» (Рим, Италия) 1:1 (Селезнёв 90+4 — Милинкович-Савич 34)
    - 01.10.2015 «Русенборг» (Тронхейм, Норвегия) — «Днепр» (Днепропетровск) 0:1 (Селезнёв 80)
    - 22.10.2015 «Днепр» (Днепропетровск) — «Сент-Этьен» (Сент-Этьен, Франция) 0:1 (Амума 44)
    - 05.11.2015 «Сент-Этьен» (Сент-Этьен, Франция) — «Днепр» (Днепропетровск) 3:0 (Монне-Паке 38, Берич 52, Амума 65)
    - 26.11.2015 «Лацио» (Рим, Италия) — «Днепр» (Днепропетровск) 3:1 (Кандрева 4, Пароло 68, Джёрджевич 90+2 — Бруну Гама 65)
    - 10.12.2015 «Днепр» (Днепропетровск) — «Русенборг» (Тронхейм, Норвегия) 3:0 (Матеус 35, 60, Шахов 79). На 12-й минуте Хелланн («Русенборг») не реализовал пенальти.
- «Заря» Луганск (4-е место в чемпионате Украины сезона 2014-15 гг.)
  - 3-й квалификационный раунд Лиги Европы УЕФА
    - 30.07.2015 «Шарлеруа» (Шарлеруа, Бельгия) — «Заря» (Луганск) 0:2 (Малиновский 70, 89)
    - 06.08.2015 «Заря» (Луганск) — «Шарлеруа» (Шарлеруа, Бельгия) 3:0 (Любенович 58, 68-пен., Малиновский 90+3)[27]

  - Плей-офф раунд Лиги Европы УЕФА
    - 20.08.2015 «Заря» (Луганск) — «Легия» (Варшава, Польша) 0:1 (Кухарчик 48)[27]
    - 27.08.2015 «Легия» (Варшава, Польша) — «Заря» (Луганск) 3:2 (Бжиский 16, Гильерми 62, Дуда 90+5-пен. — Хомченовский 38, Малиновский 66)
- «Ворскла» Полтава (5-е место в чемпионате Украины сезона 2014-15 гг.)
  - 3-й квалификационный раунд Лиги Европы УЕФА
    - 30.07.2015 «Жилина» (Жилина, Словакия) — «Ворскла» (Полтава) 2:0 (Елич 26, Паур 73). На 63-й минуте Ковпак («Ворскла») не реализовал пенальти.
    - 06.08.2015 «Ворскла» (Полтава) — «Жилина» (Жилина, Словакия) 3:1 д.в. (Шиндер 67, Ткачук 90+1, Турсунов 101-пен. — Виллиам 120+2)

## Сезон 2016/2017
- «Динамо» Киев (чемпион Украины сезона 2015-16 гг.)
  - Групповой этап Лиги чемпионов УЕФА. Группа «B»
    - 13.09.2016 «Динамо» (Киев) — «Наполи» (Неаполь, Италия) 1:2 (Гармаш 26 — Милик 36, 45+2)
    - 28.09.2016 «Бешикташ» (Стамбул, Турция) — «Динамо» (Киев) 1:1 (Рикарду Куарежма 29 — Цыганков 65)
    - 19.10.2016 «Динамо» (Киев) — «Бенфика» (Лиссабон, Португалия) 0:2 (Сальвио 9-пен., Серви 55)
    - 01.11.2016 «Бенфика» (Лиссабон, Португалия) — «Динамо» (Киев) 1:0 (Сальвио 45+2-пен.). На 68-й минуте Жуниур Мораис («Динамо») не реализовал пенальти.
    - 23.11.2016 «Наполи» (Неаполь, Италия) — «Динамо» (Киев) 0:0
    - 06.12.2016 «Динамо» (Киев) — «Бешикташ» (Стамбул, Турция) 6:0 (Беседин 9, Ярмоленко 30-пен., Буяльский 32, Гонсалес 45+2, Сидорчук 60, Жуниур Мораис 77)
- «Шахтёр» Донецк (2-е место в чемпионате Украины сезона 2015-16 гг.)
  - 3-й квалификационный раунд Лиги чемпионов УЕФА. Нечемпионский путь
    - 26.07.2016 «Шахтёр» (Донецк) — «Янг Бойз» (Берн, Швейцария) 2:0 (Бернард 27, Селезнёв 75)[26]
    - 03.08.2016 «Янг Бойз» (Берн, Швейцария) — «Шахтёр» (Донецк) 2:0 (Кубо 54, 60) Серия пенальти — 4:2[31]

  - Плей-офф раунд Лиги Европы УЕФА
    - 18.08.2016 «Истанбул Башакшехир» (Стамбул, Турция) — «Шахтёр» (Донецк) 1:2 (Белёзоглу 56-пен. — Чикалеши 24-авт., Коваленко 41)
    - 25.08.2016 «Шахтёр» (Донецк) — «Истанбул Башакшехир» (Стамбул, Турция) 2:0 (Аттама 22-авт., Марлос 71-пен.)[26]

  - Групповой этап Лиги Европы УЕФА. Группа «H»
    - 15.09.2016 «Коньяспор» (Конья, Турция) — «Шахтёр» (Донецк) 0:1 (Феррейра 75)
    - 29.09.2016 «Шахтёр» (Донецк) — «Спортинг» (Брага, Португалия) 2:0 (Степаненко 5, Коваленко 56)[26]
    - 20.10.2016 «Шахтёр» (Донецк) — «Гент» (Гент, Бельгия) 5:0 (Коваленко 12, Феррейра 30, Бернард 46, Тайсон 75, Малышев 85)[26]
    - 03.11.2016 «Гент» (Гент, Бельгия) — «Шахтёр» (Донецк) 3:5 (Кулибали 1, Пербе 83, Миличевич 89 — Марлос 36-пен., Тайсон 41, Степаненко 45+3, Фред 67, Феррейра 87)
    - 24.11.2016 «Шахтёр» (Донецк) — «Коньяспор» (Конья, Турция) 4:0 (Бардакчи 10-авт., Дентинью 36, Эдуарду да Силва 66, Бернард 74)[26]
    - 08.12.2016 «Спортинг» (Брага, Португалия) — «Шахтёр» (Донецк) 2:4 (Стоилькович 43, Вукчевич 89 — Кривцов 22, 62, Тайсон 39, 66)

  - 1/16 финала Лиги Европы УЕФА
    - 16.02.2017 «Сельта» (Виго, Испания) — «Шахтёр» (Донецк) 0:1 (Бланко Лещук 26)
    - 23.02.2017 «Шахтёр» (Донецк) — «Сельта» (Виго, Испания) 0:2 д.в. (Аспас 90+1-пен., Кабраль 108)[32]
- «Заря» Луганск (4-е место в чемпионате Украины сезона 2015-16 гг.)[33]
  - Групповой этап Лиги Европы УЕФА. Группа «A»
    - 15.09.2016 «Заря» (Луганск) — «Фенербахче» (Стамбул, Турция) 1:1 (Гречишкин 52 — Кер 90+6)[34]
    - 29.09.2016 «Манчестер Юнайтед» (Стретфорд, Англия) — «Заря» (Луганск) 1:0 (Ибрахимович 69)
    - 20.10.2016 «Фейеноорд» (Роттердам, Нидерланды) — «Заря» (Луганск) 1:0 (Йёргенсен 55)
    - 03.11.2016 «Заря» (Луганск) — «Фейеноорд» (Роттердам, Нидерланды) 1:1 (Рафаэл Форстер 44 — Йёргенсен 15). На 44-й минуте Рафаэл Форстер («Заря») не реализовал пенальти.[34]
    - 24.11.2016 «Фенербахче» (Стамбул, Турция) — «Заря» (Луганск) 2:0 (Стох 59, Кер 67)
    - 08.12.2016 «Заря» (Луганск) — «Манчестер Юнайтед» (Стретфорд, Англия) 0:2 (Мхитарян 48, Ибрахимович 88)[34]
- «Ворскла» Полтава (5-е место в чемпионате Украины сезона 2015-16 гг.)
  - 3-й квалификационный раунд Лиги Европы УЕФА
    - 28.07.2016 «Локомотива» (Загреб, Хорватия) — «Ворскла» (Полтава) 0:0
    - 04.08.2016 «Ворскла» (Полтава) — «Локомотива» (Загреб, Хорватия) 2:3 (Перич 49-авт., Чеснаков 74 — Бочкай 1, Фиолич 53, Перич 64). На 45+1-й минуте Хлёбас («Ворскла») не реализовал пенальти.
- «Александрия» Александрия (6-е место в чемпионате Украины сезона 2015-16 гг.)[33]
  - 3-й квалификационный раунд Лиги Европы УЕФА
    - 28.07.2016 «Александрия» (Александрия) — «Хайдук» (Сплит, Хорватия) 0:3 (Чосич 52, Эрцег 81, Оандза 90)
    - 04.08.2016 «Хайдук» (Сплит, Хорватия) — «Александрия» (Александрия) 3:1 (Нижич 21, Сушич 52-пен., 56 — Старенький 13)

## Сезон 2017/2018
- «Шахтёр» Донецк (чемпион Украины сезона 2016-17 гг.)
  - Групповой этап Лиги чемпионов УЕФА. Группа «F»
    - 13.09.2017 «Шахтёр» (Донецк) — «Наполи» (Неаполь, Италия) 2:1 (Тайсон 15, Феррейра 58 — Милик 71-пен.)[32]
    - 26.09.2017 «Манчестер Сити» (Манчестер, Англия) — «Шахтёр» (Донецк) 2:0 (Де Брёйне 48, Стерлинг 90). На 72-й минуте Агуэро («Манчестер Сити») не реализовал пенальти.
    - 17.10.2017 «Фейеноорд» (Роттердам, Нидерланды) — «Шахтёр» (Донецк) 1:2 (Бергхёйс 7 — Бернард 24, 54)
    - 01.11.2017 «Шахтёр» (Донецк) — «Фейеноорд» (Роттердам, Нидерланды) 3:1 (Феррейра 14, Марлос 17, 68 — Йёргенсен 12)[32]
    - 21.11.2017 «Наполи» (Неаполь, Италия) — «Шахтёр» (Донецк) 3:0 (Инсинье 56, Зелиньский 81, Мертенс 83)
    - 06.12.2017 «Шахтёр» (Донецк) — «Манчестер Сити» (Манчестер, Англия) 2:1 (Бернард 26, Исмаили 32 — Агуэро 90+2-пен.)[32]

  - 1/8 финала Лиги чемпионов УЕФА
    - 21.02.2018 «Шахтёр» (Донецк) — «Рома» (Рим, Италия) 2:1 (Феррейра 52, Фред 71 — Ундер 41)[32]
    - 13.03.2018 «Рома» (Рим, Италия) — «Шахтёр» (Донецк) 1:0 (Джеко 52)
- «Динамо» Киев (2-е место в чемпионате Украины сезона 2016-17 гг.)
  - 3-й квалификационный раунд Лиги чемпионов УЕФА. Нечемпионский путь
    - 26.07.2017 «Динамо» (Киев) — «Янг Бойз» (Берн, Швейцария) 3:1 (Ярмоленко 15, Мбокани 34, Гармаш 90+3 — Фасснахт 90)
    - 02.08.2017 «Янг Бойз» (Берн, Швейцария) — «Динамо» (Киев) 2:0 (Оаро 13-пен., Лотомба 89)

  - Плей-офф раунд Лиги Европы УЕФА
    - 17.08.2017 «Маритиму» (Фуншал, Португалия) — «Динамо» (Киев) 0:0
    - 24.08.2017 «Динамо» (Киев) — «Маритиму» (Фуншал, Португалия) 3:1 (Гармаш 32, Морозюк 35, Гонсалес 61 — Шен 68)

  - Групповой этап Лиги Европы УЕФА. Группа «B»
    - 14.09.2017 «Динамо» (Киев) — «Скендербеу» (Корча, Албания) 3:1 (Сидорчук 47, Жуниур Мораис 50, Мбокани 65-пен. — Музака 39)
    - 28.09.2017 «Партизан» (Белград, Сербия) — «Динамо» (Киев) 2:3 (Ожегович 34, Тавамба 42 — Жуниур Мораис 54-пен., 84, Буяльский 68)
    - 19.10.2017 «Динамо» (Киев) — «Янг Бойз» (Берн, Швейцария) 2:2 (Мбокани 34, Морозюк 49 — Ассале 17, 39)
    - 02.11.2017 «Янг Бойз» (Берн, Швейцария) — «Динамо» (Киев) 0:1 (Буяльский 70)
    - 23.11.2017 «Скендербеу» (Корча, Албания) — «Динамо» (Киев) 3:2 (Лиляй 18, Аденийи 52, Сове 56 — Цыганков 16, Русин 90+1)[35]
    - 07.12.2017 «Динамо» (Киев) — «Партизан» (Белград, Сербия) 4:1 (Морозюк 6, Жуниур Мораис 28, 31, 77-пен. — Евтович 45+4-пен.)

  - 1/16 финала Лиги Европы УЕФА
    - 15.02.2018 АЕК (Амарусион, Греция) — «Динамо» (Киев) 1:1 (Айдаревич 80 — Цыганков 19)
    - 22.02.2018 «Динамо» (Киев) — АЕК (Амарусион, Греция) 0:0

  - 1/8 финала Лиги Европы УЕФА
    - 08.03.2018 «Лацио» (Рим, Италия) — «Динамо» (Киев) 2:2 (Иммобиле 54, Фелипи Андерсон 62 — Цыганков 52, Жуниур Мораис 79)
    - 15.03.2018 «Динамо» (Киев) — «Лацио» (Рим, Италия) 0:2 (Лукас Лейва 23, де Врей 83)
- «Заря» Луганск (3-е место в чемпионате Украины сезона 2016-17 гг.)
  - Групповой этап Лиги Европы УЕФА. Группа «J»
    - 14.09.2017 «Заря» (Луганск) — «Эстерсунд» (Эстерсунд, Швеция) 0:2 (Годдус 50, Геро 90+4)[26]
    - 28.09.2017 «Атлетик» (Бильбао, Испания) — «Заря» (Луганск) 0:1 (Харатин 26)
    - 19.10.2017 «Заря» (Луганск) — «Герта» (Берлин, Германия) 2:1 (Силас 42, Сваток 79 — Зельке 56)[26]
    - 02.11.2017 «Герта» (Берлин, Германия) — «Заря» (Луганск) 2:0 (Зельке 15, 73)
    - 23.11.2017 «Эстерсунд» (Эстерсунд, Швеция) — «Заря» (Луганск) 2:0 (Гречишкин 40-авт., Годдус 78)
    - 07.12.2017 «Заря» (Луганск) — «Атлетик» (Бильбао, Испания) 0:2 (Адурис 70, Гарсиа 86)[26]
- «Олимпик» Донецк (4-е место в чемпионате Украины сезона 2016-17 гг.)
  - 3-й квалификационный раунд Лиги Европы УЕФА
    - 27.07.2017 «Олимпик» (Донецк) — ПАОК (Салоники, Греция) 1:1 (Беленький 49 — Педру Энрики 59)[27]
    - 03.08.2017 ПАОК (Салоники, Греция) — «Олимпик» (Донецк) 2:0 (Мак 24, Цимирот 45+1)
- «Александрия» Александрия (5-е место в чемпионате Украины сезона 2016-17 гг.)
  - 3-й квалификационный раунд Лиги Европы УЕФА
    - 27.07.2017 «Астра» (Джурджу, Румыния) — «Александрия» (Александрия) 0:0
    - 03.08.2017 «Александрия» (Александрия) — «Астра» (Джурджу, Румыния) 1:0 (Запорожан 43-пен.)

  - Плей-офф раунд Лиги Европы УЕФА
    - 17.08.2017 БАТЭ (Борисов, Белоруссия) — «Александрия» (Александрия) 1:1 (Иванич 8 — Банада 19)
    - 24.08.2017 «Александрия» (Александрия) — БАТЭ (Борисов, Белоруссия) 1:2 (Грицук 34-пен. — Иванич 69, 73)

## Сезон 2018/2019
- «Шахтёр» Донецк (чемпион Украины сезона 2017-18 гг.)
  - Групповой этап Лиги чемпионов УЕФА. Группа «F»
    - 19.09.2018 «Шахтёр» (Донецк) — «Хоффенхайм» (Зинсхайм, Германия) 2:2 (Исмаили 27, Майкон 81 — Гриллич 6, Нортвейт 38)[32]
    - 02.10.2018 «Лион» (Лион, Франция) — «Шахтёр» (Донецк) 2:2 (Дембеле 70, Дюбуа 72 — Мораес 44, 55)
    - 23.10.2018 «Шахтёр» (Донецк) — Манчестер Сити (Манчестер, Англия) 0:3 (Сильва 30, Ляпорт 35, Силва 70)
    - 07.11.2018 Манчестер Сити (Манчестер, Англия) — «Шахтёр» (Донецк) 6:0 (Сильва 13, Жезус 24 пен, 72 пен, 91, Стерлинг 48, Марез 84)
    - 27.11.2018 «Хоффенхайм» (Зинсхайм, Германия) — «Шахтёр» (Донецк) 2:3 (Крамарич 17, Цубер 40 — Исмаили 13, Тайсон 15, 90+2)
    - 12.12.2018 «Шахтёр» (Донецк) — «Лион» (Лион, Франция) 1:1 (Набиль Фекир 65 — Мораес 22)

  - Лига Европы УЕФА. 1/16 финала
    - 14.02.2019 «Шахтёр» (Донецк) — «Айнтрахт» (Франкфурт-на-Майне, Германия) 2:2 (Марлос 17, Тайсон 67 — Хинтерегер 7, Костич 50)
    - 21.02.2019 «Айнтрахт» (Франкфурт-на-Майне, Германия) — «Шахтёр» (Донецк) 4:1 (Йович 23, Алле 27 пен, 80, Ребич 88 — Мораес 64)
- «Динамо» Киев (2-е место в чемпионате Украины сезона 2017-18 гг.)
  - 3-й квалификационный раунд Лиги чемпионов УЕФА. Нечемпионский путь
    - 07.08.2018 «Славия» (Прага, Чехия) — «Динамо» (Киев) 1:1 (Гушбауэр 90 пен — Вербич 82)
    - 14.08.2018 «Динамо» (Киев) — «Славия» (Прага, Чехия) 2:0 (Вербич 11, Беседин 74)

  - Плей-офф раунд Лиги чемпионов УЕФА. Нечемпионский путь.
    - 22.08.2018 «Аякс» (Амстердам, Нидерланды) — «Динамо» (Киев) 3:1 (Ван дер Бек 2, Зиеш 35, Тадич 44 — Кендзёра 16)
    - 28.08.2018 «Динамо» (Киев) — «Аякс» (Амстердам, Нидерланды) 0:0

  - Групповой этап Лиги Европы УЕФА. Группа «K»
    - 20.09.2018 «Динамо» (Киев) — «Астана» (Астана, Казахстан) 2:2 (Цыганков 11, Гармаш 45 — Аничич 21, Силва 90)
    - 04.10.2018 «Яблонец» (Яблонец-над-Нисоу, Чехия) — «Динамо» (Киев) 2:2 (Говорка 33, Травник 81 — Цыганков 8, Гармаш 15)
    - 25.10.2018 «Ренн» (Ренн, Франция) — «Динамо» (Киев) 1:2 (Гренье 41 — Кендзёра 20, Буяльский 89)
    - 08.11.2018 «Динамо» (Киев) — «Ренн» (Ренн, Франция) 3:1 (Вербич 13, Миколенко 68, Шапаренко 72 — Сьебатшё 88)
    - 29.11.2018 «Астана» (Астана, Казахстан) — «Динамо» (Киев) 0:1 (Вербич 29)
    - 13.12.2018 «Динамо» (Киев) — «Яблонец» (Яблонец-над-Нисоу, Чехия) 0:1 (Долежал 10)

  - Лига Европы УЕФА. 1/16 финала
    - 14.02.2019 «Олимпиакос» (Пирей, Греция) — «Динамо» (Киев) 2:2 (Хасан 9, Диаш 41 — Буяльский, Вербич 89)
    - 21.02.2019 «Динамо» (Киев) — «Олимпиакос» (Пирей, Греция) 1:0 (Соль 32)

  - Лига Европы УЕФА. 1/8 финала
    - 07.03.2019 «Челси» (Лондон, Англия) — «Динамо» (Киев) 3:0 (Педро 17, Виллиан 65, Одои 90)
    - 14.03.2019 «Динамо» (Киев) — «Челси» (Лондон, Англия) 0:5 (Жиру 5, 33, 59, Алонсо 45+1, Одои 78)
- «Ворскла» Полтава (3-е место в чемпионате Украины сезона 2017-18 гг.)
  - Групповой этап Лиги Европы УЕФА. Группа «Е»
    - 20.09.2018 «Арсенал» (Лондон, Англия) — «Ворскла» (Полтава) 4:2 (Обамеянг 32, 56, Уэлбек 48, Озил 74 — Чеснаков 77, Шарпар 90)
    - 04.10.2018 «Ворскла» (Полтава) — «Спортинг» (Лиссабон, Португалия) 1:2 (Кулач 10 — Монтеро 90, Кабрал 90+3)
    - 25.10.2018 «Карабах» (Агдам, Азербайджан) — «Ворскла» (Полтава) 0:1 (Кулач 48)
    - 08.11.2018 «Ворскла» (Полтава) — «Карабах» (Агдам, Азербайджан) 0:1 (Абдуллаев 13 пен)
    - 29.11.2018 «Ворскла» (Полтава) — «Арсенал» (Лондон, Англия) 0:3 (Смит-Роу 10, Ремзи 27 пен, Уиллок 41)
    - 07.12.2018 «Спортинг» (Лиссабон, Португалия) — «Ворскла» (Полтава) 3:0 (Монтеро 17, Луиш 35, Далку 44 авт.)
- «Заря» Луганск (4-е место в чемпионате Украины сезона 2017-18 гг.)
  - 3-й квалификационный раунд Лиги Европы УЕФА. Путь представителей лиг
    - 09.08.2018 «Заря» (Луганск) — «Брага» (Брага, Португалия) 1:1 (Караваев 72 — Орта 69)
    - 16.08.2018 «Брага» (Брага, Португалия) — «Заря» (Луганск) 2:2 (Новайш 65, Орта 73 — Да Силва 70, Караваев 83)

  - Раунд плей-офф Лиги Европы УЕФА. Путь представителей лиг
    - 09.08.2018 «Заря» (Луганск) — «РБ Лейпциг» (Лейпциг, Германия) 0:0
    - 09.08.2018 «РБ Лейпциг» (Лейпциг, Германия) — «Заря» (Луганск) 3:2 (Кунья 7, Огюстен 69, Форсберг 90 пен — Да Силва 35, Гордиенко 48)
- «Мариуполь» (5-е место в чемпионате Украины сезона 2017-18 гг.)
  - 2-й квалификационный раунд Лиги Европы УЕФА. Путь представителей лиг
    - 26.07.2018 «Юргорден» (Стокгольм, Швеция) — «Мариуполь» 1:1 (Баджи 90+4 — Яворский 37)
    - 02.08.2018 «Мариуполь» — «Юргорден» (Стокгольм, Швеция) 2:1 (Пихалёнок 63, Фомин 97 пен — Баджи 77)

  - 3-й квалификационный раунд Лиги Европы УЕФА. Путь представителей лиг
    - 09.08.2018 «Мариуполь» — «Бордо» (Бордо, Франция) 1:3 (Мишнев 7 — Лаборде 33, 37, Чуамени 49)
    - 16.08.2018 «Бордо» (Бордо, Франция) — «Мариуполь» 2:1 (Пундже 54, Санкаре 56 — Фомин 66)

## Сезон 2019/2020
- «Шахтёр» Донецк (чемпион Украины сезона 2018-19 гг.)
  - Групповой этап Лиги чемпионов УЕФА.
    - 18.09.2019 «Шахтёр» (Донецк) — «Манчестер Сити» (Манчестер, Англия) 0:3 (Махрез 24, Гюндоган 38, Жезус 76)
    - 01.10.2019 «Аталанта» (Бергамо, Италия) — «Шахтёр» (Донецк) 1:2 (Сапата 28 — Мораес 41, Соломон 90+5)
    - 22.10.2019 «Шахтёр» (Донецк) — «Динамо» (Загреб, Хорватия) 2:2 (Коноплянка 17, Додо 75 — Ольмо 25, Оршич 60-пен.)
    - 06.11.2019 «Динамо» (Загреб, Хорватия) — «Шахтёр» (Донецк) 3:3 (Петкович 5, Иванушец 83, Адеми 89 — Алан Патрик 13, Мораес 90+3, Тете 90+8)
    - 26.11.2019 «Манчестер Сити» (Манчестер, Англия) — «Шахтёр» (Донецк) 1:1 (Гюндоган 56 — Соломон 69)
    - 11.12.2019 «Шахтёр» (Донецк) — «Аталанта» (Бергамо, Италия) 0:3 (Кастань 68, Пашалич 80, Госенс 90+4)

  - 1/16 финала Лиги Европы УЕФА
    - 20.02.2020 «Шахтёр» (Донецк) — «Бенфика» (Лиссабон, Португалия) 2:1 (Патрик 56, Коваленко 72 — Пицци 66-пен.)
    - 27.02.2020 «Бенфика» (Лиссабон, Португалия) — «Шахтёр» (Донецк) 3:3 (Пицци 9, Диаш 37, Силва 47 — Диаш 12-авт., Степаненко 49, Патрик 71)

  - 1/8 финала Лиги Европы УЕФА
    - 12.03.2020 «Вольфсбург» (Вольфсбург, Германия) — «Шахтёр» (Донецк) 1:2 (Брукс 48 — Мораес 17, Антонио 73)
    - 05.08.2020 «Шахтёр» (Донецк) — «Вольфсбург» (Вольфсбург, Германия) 3:0 (Мораес 89, Соломон 90+1, Мораес 90+3)

  - 1/4 финала Лиги Европы УЕФА
    - 11.08.2020 «Шахтёр» (Донецк) — «Базель» (Базель, Швейцария) 4:1 (Мораес 2, Тайсон 22, Патрик 75, Додо 88 — ван Волфсвинкел 90+2)

  - 1/2 финала Лиги Европы УЕФА
    - 17.08.2020 «Интернационале» (Милан, Италия) — «Шахтёр» (Донецк) 5:0 (Мартинес 19, Д’Амброзио 64, Мартинес 74, Лукаку 78, Лукаку 84)
- «Динамо» Киев (2-е место в чемпионате Украины сезона 2018-19 гг.)
  - 3-й квалификационный раунд Лиги чемпионов УЕФА. Нечемпионский путь
    - 06.08.2019 «Брюгге» (Брюгге, Бельгия) — «Динамо» (Киев) 1:0 (Ванакен 37)
    - 13.08.2019 «Динамо» (Киев) — «Брюгге» (Брюгге, Бельгия) 3:3 (Буяльский 5, Шепелев 50 — Дели 38, Дели 88, Мехеле 90+3-авт., Опенда, Лои 90+5)

  - Групповой этап Лиги Европы УЕФА.
    - 19.09.2019 «Динамо» (Киев) — «Мальмё» (Мальмё, Швеция) 1:0 (Буяльский 84)
    - 03.10.2019 «Лугано» (Лугано, Швейцария) — «Динамо» (Киев) 0:0
    - 24.10.2019 «Динамо» (Киев) — «Копенгаген» (Копенгаген, Дания) 1:1 (Шабанов 53 — Сотириу 2)
    - 07.11.2019 «Копенгаген» (Копенгаген, Дания) — «Динамо» (Киев) 1:1 (Йенс 4 — Вербич 70)
    - 28.11.2019 «Мальмё» (Мальмё, Швеция) — «Динамо» (Киев) 4:3 (Бенгтссон 2, Русенберг 48, Ракип 57, Русенберг 90+6 — Миколенко 18, Цыганков 39, Вербич 77)
    - 12.12.2019 «Динамо» (Киев) — «Лугано» (Лугано, Швейцария) 1:1 (Цыганков 90+4 — Араторе 45)
- «Александрия» Александрия (3-е место в чемпионате Украины сезона 2018-19 гг.)
  - Групповой этап Лиги Европы УЕФА.
    - 19.09.2019 «Вольфсбург» (Вольфсбург, Германия) — «Александрия» (Александрия) 3:1 (Арнольд 20, Мехмеди 24, Брекало 81 — Банада 66)
    - 03.10.2019 «Александрия» (Александрия) — «Гент» (Гент, Нидерланды) 1:1 (Ситало 61 — Депуатр 6)
    - 24.10.2019 «Сент-Этьен» (Сент-Этьен, Франция) — «Александрия» (Александрия) 1:1 (Силва 8 — Силва 14-авт.)
    - 07.11.2019 «Александрия» (Александрия) — «Сент-Этьен» (Сент-Этьен, Франция) 2:2 (Безбородько 84, Задерака 90+2 — Хазри 24-пен., Камара 72)
    - 28.11.2019 «Александрия» (Александрия) — «Вольфсбург» (Вольфсбург, Германия) 0:1 (Вегхорст 45+1-пен.)
    - 12.12.2019 «Гент» (Гент, Нидерланды) — «Александрия» (Александрия) 2:1 (Депуатр 7, Депуатр 16 — Мирошниченко 54)
- «Мариуполь» Мариуполь (4-е место в чемпионате Украины сезона 2018-19 гг.)
  - 3-й квалификационный раунд Лиги Европы УЕФА. Путь представителей лиг
    - 08.08.2019 «Мариуполь» (Мариуполь) — «АЗ» (Алкмар, Нидерланды) 0:0
    - 15.08.2019 «АЗ» (Алкмар, Нидерланды) — «Мариуполь» (Мариуполь) 4:0 (Стенгс 20, Ауэян 44, Вуйтенс[англ.] 62, Яворский 90-авт.)
- «Заря» Луганск (5-е место в чемпионате Украины сезона 2018-19 гг.)
  - 2-й квалификационный раунд Лиги Европы УЕФА. Путь представителей лиг
    - 25.07.2019 «Будучност» (Подгорица, Черногория) — «Заря» (Луганск) 1:3 (Громов 16, 19, Арвеладзе 81 — Чеберко 60-авт.)
    - 01.08.2019 «Заря» (Луганск) — «Будучност» (Подгорица, Черногория) 1:0 (Громов 32)

  - 3-й квалификационный раунд Лиги Европы УЕФА. Путь представителей лиг
    - 08.08.2019 «ЦСКА» (София, Болгария) — «Заря» (Луганск) 1:1 (Эвандро[англ.] 13 — Юрченко 45)
    - 15.08.2019 «Заря» (Луганск) — «ЦСКА» (София, Болгария) 1:0 (Русин 89)

  - Раунд плей-офф Лиги Европы УЕФА. Путь представителей лиг
    - 22.08.2019 «Эспаньол» (Барселона, Испания) — «Заря» (Луганск) 3:1 (Феррейра 58, Лопес 78, Варгас 81 — Кочергин 38)
    - 29.08.2019 «Заря» (Луганск) — «Эспаньол» (Барселона, Испания) 2:2 (Феррейра 34, Варгас 62 — Леднев 54, Русин 78)